# Hans Moser (Karikaturist)
Hans Moser (* 13. Februar 1922 in Neuhausen am Rheinfall; † 4. Oktober 2012 in Trun) war ein Schweizer Cartoonist, Karikaturist und Kolumnist.

## Leben

### Jugendzeit und Zweiter Weltkrieg
Hans Moser wuchs in den ersten Jahren in der Schweiz auf. Sein Vater Johann Arthur Moser ging nach Verlust seiner Anstellung bei der Fliegertruppe 1926 in die USA, um eine neue Existenz aufzubauen. 1928 folgten ihm seine Frau Laura Barbara sowie die beiden Kinder Hans und Laura Moser. Bedingt durch den Börsencrash 1929 lebte die Familie in ärmlichen Verhältnissen.
Nach dem Tod der Mutter 1932 kam Hans Moser für wenige Jahre zu seinem Onkel Hermann Beutler und seiner Tante Frieda Moser Beutler nach Tennessee und seine taubstumme Schwester Laura in ein Heim. Die Geschwister kehrten 1938 zu ihrem Vater zurück, der 1935 ein zweites Mal geheiratet hatte.
Hans Moser ging 1940 nach Abschluss seiner schulischen Ausbildung verschiedenen Jobs nach. Zunächst arbeitete er bei der Firemans Insurance Company in Newark, später bei einer Siebdruckfirma.
Acht Monate nach dem Angriff auf Pearl Harbour meldete sich Hans Moser freiwillig für den Militärdienst. Nach seiner Ausbildung in Fort Hale in Colorado und in der Wüste von Südkalifornien wurde er zur 10. Mountaindivision eingeteilt. Er diente auf den Aleuten (u. a. auf Kiska) und anschliessend in Europa, wo er 1944 mit der 1. Kompanie des 87. Mountain Infanterie-Regiments in Neapel ankam.
Im November 1945 wurde Hans Moser wieder Zivilist und später für eine erlittene Verwundung mit dem Purple Heart ausgezeichnet. Die Bronze-Star-Medaille erhielt er für seine Beteiligung an der Gefangennahme von 23 deutschen Soldaten in einem von Minen umgebenen Haus.
Nach dem Krieg setzte er sein in früheren Jahren begonnenes Studium der Kunst fort, welches auch vom Militär finanziell unterstützt wurde. Zunächst in New York, wo er nebenbei Schaufenster für „Lord & Taylors“ an der Fifth Avenue dekorierte und bei einem Theater als Bühnenbildner arbeitete. Er schloss in New York seine Ausbildung mit dem Graphik-Diplom der Parson's School of Design ab, ehe er nach einer sechsmonatigen Sommerschule in Paris nach Lausanne ging und dort die Ecole des Beaux-Arts et d’Art appliqué besuchte und erfolgreich beendete.

### Karriere
Während vieler Jahrzehnte schuf er zahlreiche humoristische Cartoons für die Satirezeitschrift Nebelspalter.
Eine grosse Leserschaft erreichte er mit der für den Nebelspalter erfundenen Figur des „Herrn Schüüch“. Herr Schüüch zeichnet sich dadurch aus, dass er möglichst niemandem auf die Füsse treten will und immer den Schein zu wahren versucht. Inspirieren liess sich Moser teilweise von seiner eigenen Person. Schon bald wurden die Erlebnisse des unscheinbaren Zeitgenossen in eigenen Cartoon-Buch veröffentlicht.
1948 konnte Moser seine erste Zeichnung in der Zeitung „Tribune de Genève“ publizieren, es folgten farbige Titelbilder für den Schweizer Spiegel von 1952 bis 1967. Bei einem Besuch in Dänemark lernte er Sonya Ytteborg kennen, die er in Genf heiratete. 1949 übersiedelten sie nach Dänemark. Seine Frau Sonya brachte drei Kinder mit in die Ehe, einige Jahre später kam noch eine gemeinsame Tochter zur Welt. In Dänemark zeichnete Hans Moser regelmässig für die Zeitung „Politiken“. Daneben verfasste er auch zahlreiche Kolumnen, die manchmal in Kombination mit seinen Zeichnungen und manchmal eigenständig publiziert wurden.
Obwohl er bis 1961 in Dänemark lebte, konnte er ab 1953 beim Nebelspalter als Zeichner Fuss fassen und er wurde einer der meistpublizierten Künstler für dieses Magazin. Ab 1961 lebte Hans Moser dann in Laax. Während Hans Moser in seinem Haus zurückgezogen arbeitete, eröffnete seine Frau Sonya in Laax eine Boutique, wo sie jahrelang arbeitete. Sie verstarb 2003.
Nebst der Figur des Herrn Schüüch, welche er bis ins Jahr 2000 zeichnete, schuf er auch die Figur „Closchi“ für die Zeitung „Arena alva“, die ebenfalls sehr erfolgreich war. „Arena alva“ war die zweite Publikation, für die er mehrere Jahrzehnte regelmässig Cartoons schuf.
Neben seinen zahlreichen Zeichnungen arbeitete Hans Moser auch als Kolumnist und er schrieb Beiträge und Kurzgeschichten für Publikationen wie „Die Weltwoche“ und „Die Randspalte“.
Oftmals widmete er sich mit seinen Zeichnungen auch der Umweltzerstörung und dem Umgang mit Tieren, die er dem Betrachter kritisch vor Augen führte. Für dieses Engagement wurde er 1990 mit der Binding-Anerkennungsgabe ausgezeichnet, die für besonderen Einsatz für Natur- und Umweltschutz verliehen wird.
Im Laufe seiner Karriere erhielt Hans Moser zahlreiche weitere Auszeichnungen für seine Arbeit als Cartoonist und Karikaturist. Dazu gehören u. a. die Goldmedaille an der 2. Biennale dell'Umorismo nell'Arte in Tolentino, Italien 1963, die Goldmedaille am Salone Internazionale del Francobello in Torino, Italien 1969 für den Entwurf einer Briefmarke, den Spezialpreis der Zeitung „Nova Makedonja“ an der Galerie mondiale de la caricature Skopje 1970, die Goldene Palme an der 28. Internationalen Ausstellung in Bordighera (Italien) und den Türler Pressepreis 1986.
Die Gemeinde Laax ehrte Hans Moser mit einer eigenen Strasse, der Senda Hans Moser, zudem wurde der Wanderweg von Scheia nach Spalegna mit zahlreichen Tafeln geschmückt, die nebst einem Cartoon von Hans Moser auch jeweils einen rätoromanischen Satz und die deutsche Übersetzung dazu aufzeigen.
Zu den publizierten Büchern mit Hans Mosers Zeichnungen gehören Die Mänätscher (71), Herr Schüüch lebt weiter (73), Medizynisches (84), Kopf hoch, Herr Schüüch (87), Herr Schüüch – Aus dem Leben eines Zeitgenossen, Das ewig junge Volkslied, Mir ist alles Wurst..., Heitere Chirurgie, Mitlachen ist wichtiger als siegen, Humor im Alter..., Patient XY, Wenn schon, denn schon und Freie Fahrt.
Hans Moser starb am 4. Oktober 2012 in Trun.